# Vysokaje
Vysokaje (bělorusky Высокае, rusky Высокое, do roku 1939 Высока-Літоўск) je město v Kamjaněckém rajónu v Brestské oblasti Běloruska, které leží na řece Pulva. Nachází se 40 km od města Kamjaněc, 3 km od vlakového nádraží Vysokaje-Litoŭsk na lince Brest — Białystok. Městem vede dálnice do Brestu a města Pružany. Počet obyvatel byl v roce 2006 celkem 5,2 tisíc.

## Historie
První písemná zmínka o osadě pod názvem Высокі Горад se objevila ve 14. století, kdy jej navštěvoval velkovévoda Gediminas. V roce 1494 velkovévoda Alexandr Jagellonský dal městu Magdeburské právo a znak zobrazjící „v modrém poli stříbrnou dvoupodlažní kachlovou věž se dvěma okny a třemi branami“. V 15. století zde velkovévoda Vytautas financoval výstavbu kostela. V roce 1511 velkokníže Zikmund I. Starý předal město do vlastnictví Jana Litavora Chreptoviče.
Během 16. století bylo město v držení Pjatkievičů, Jodkavičů nebo Chljavicků. V té době se město stalo centrem výroby koberců a lnu. V roce 1603 jeho nový majitel Andrej Vojna-Hryčynavič ve městě založil kostel Nejsvětější trojice, který měl na délku 44 stop a na šířku 12 stop. Největší zvon byla pojmenována po svatých, Petru a Pavlu.
Od roku 1647 bylo město ve vlastnictví rodu Sapěhů, který zde postavil hrad. Pevnost značně utrpěla v Třináctileté (1654—1667) a Velké severní válce (1700—1721). Dne 16. prosince 1671 město získalo privilegium pořádat pravidelné veletrhy, které trvaly po dobu 4 týdnů.
V roce 1748 zámek a hrad vyhořely, v důsledku toho Sapěhové přesunuli svou rezidenci do města Slonim. V roce 1772 byla na místě kostela z 15. století postavena kaple svaté Barbory. V letech 1773—1785 na jihovýchodním okraji města, v oblasti Marijampole, Aleksander Michał Sapieha financoval stavbu kláštera Bonifratri (milosrdných bratří). Vedle kláštera byla postavena nemocnice pro 40 pacientů. V roce 1788 ve městě byla továrna na cihly, která vyrobila 22 000 cihel a 8 000 dlaždic při jednom vypálení. Během let 1794—1797 byla na popud Franciszeka Sapiehy zbudována vodní cesta do Gdaňsku.
V důsledku třetího dělení Polska (1795) se město ocitlo na území Ruské říše v Brestském povětu Hrodenské gubernie (podle jiných zdrojů bylo město až do roku 1807 součástí Pruska). Status osady byl snížen na městečko. V roce 1816 byl v těsné blízkosti trosek hradu postaven rodem Polockých palác a rozšířen park mimo bývalý zámecký val (jeho rozloha se zvýšila z 30 ha na více než 50 ha).
V roce 1869 procarské úřady postavily kamenný kostel Povýšení svatého Kříže z majetku zabaveného z rukou rebelů v důsledku lednového povstání. V roce 1886 byla v provozu lékárna, nemocnice, pošta, dvě koželužny, tři vodní mlýny, 102 obchody a 4 restaurace; pravidelně se konalo 15 veletrhů a 2 trhy. V roce 1889 ve městě byla pravoslavná církev a kostel, fungovala továrna na sukno a 4 koželužny.
Podle sčítání lidu z roku 1897 bylo ve městě 256 dvorů, komunitní kanceláře, kostel, kostel, kaple, synagoga, 4 modlitebny, mužská a ženská veřejná škola, židovská škola, pošta, „лазьня“, „канатны і зьнічкавы заводы“, 4 větrné mlýny, 8 kováren, 14 obuvnických, 13 krejčovských, 8 tesařských, 4 sedlářské dílny, 2 lisovny, 108 malých obchodů v promenádě a 13 u domů, 2 hostince a 14 hospod; každý čtvrtek se konaly bazary a 9krát ročně veletrhy.
V souladu s Rižským mírem (1921) se město stalo součástí meziválečné Polské republiky. Status osady byl povýšen na město. V roce 1939 se město ocitlo na území Běloruské SSR, 12. října 1940 se stalo centrem rajónu. Během druhé světové války, v době od 23. června 1941 so 28. července 1944, bylo město pod německou okupací. Dne 17. dubna 1962 bylo město začleněno do Kamjaněckého rajónu.

## Pamětihodnosti
- Kostel Nejsvětější Trojice: byl postaven z finančních prostředků Andreja Vojny; v kostele se zachovaly hroby s pohřbenými členy rodu Sapiehů; budova byla poškozena během druhé světové války a později byl přestavěna na sportovní sál; kostel se vrátil katolické církvi v roce 1990.

- Katolická kaple svaté Barbory: postavena v roce 1772 na břehu řeky Pulva; za druhé světové války sloužila jako sklad; uvnitř kaple jsou malované květinové ornamenty a militaristické motivy.

- Palácový komplex Polockých: postaven v letech 1816—1820; jsou dochovány pozůstatky interiéru a umělecké výzdoby; v blízkosti paláce jsou dvě hospodářské budovy a komplex hospodářských budov; ve druhé světové válce byl palácový komplex použit jako panský dům stráží a později jako škola a ubytovna; nyní je palác prázdný a opuštěný.

- Anglický park se rozkládá na ploše více než 50 hektarů, byl založen v 17. století. Roste tu borovice vejmutovka (Pinus strobus) a borovice černá (Pinus nigra), modřín opadavý (Larix decidua) a modřín dahurský (Larix gmelinii), kaštanovníky, habry, zerav západní (Thuja occidentalis), jasany, olše, břízy nebo duby. Hlavní vchod zdobí dva páry pylonů s vázami a kovaná železná brána.

### Galerie

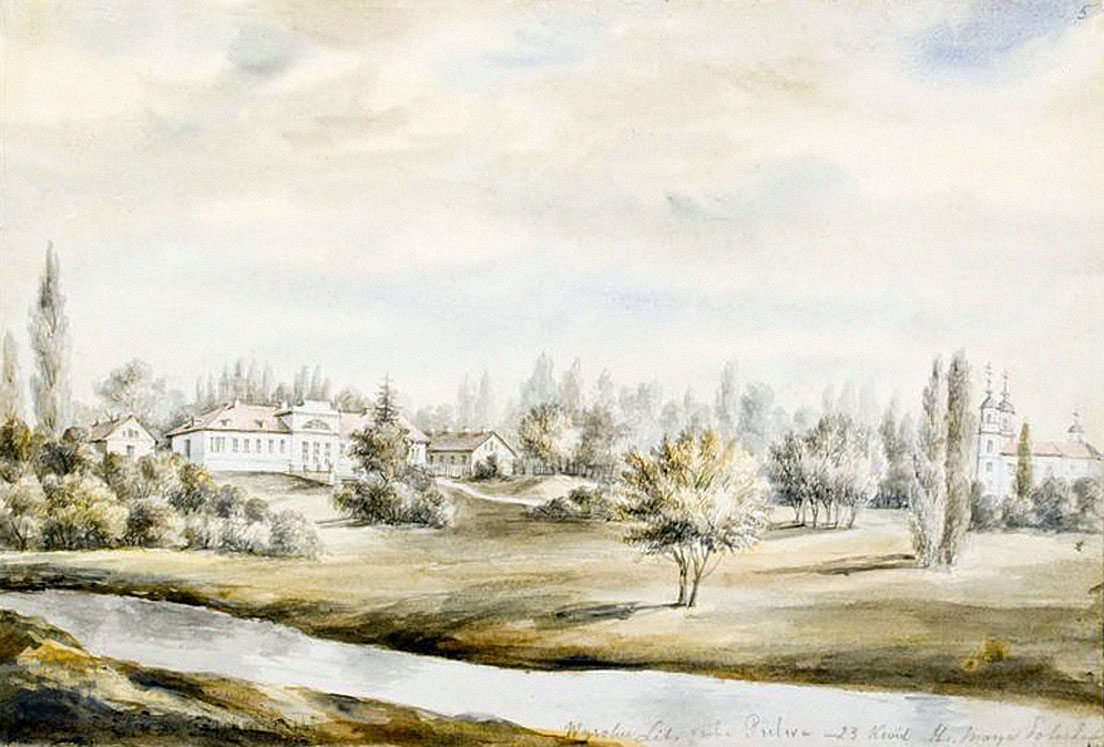
Palác a kostel, Napoleon Orda, 1876
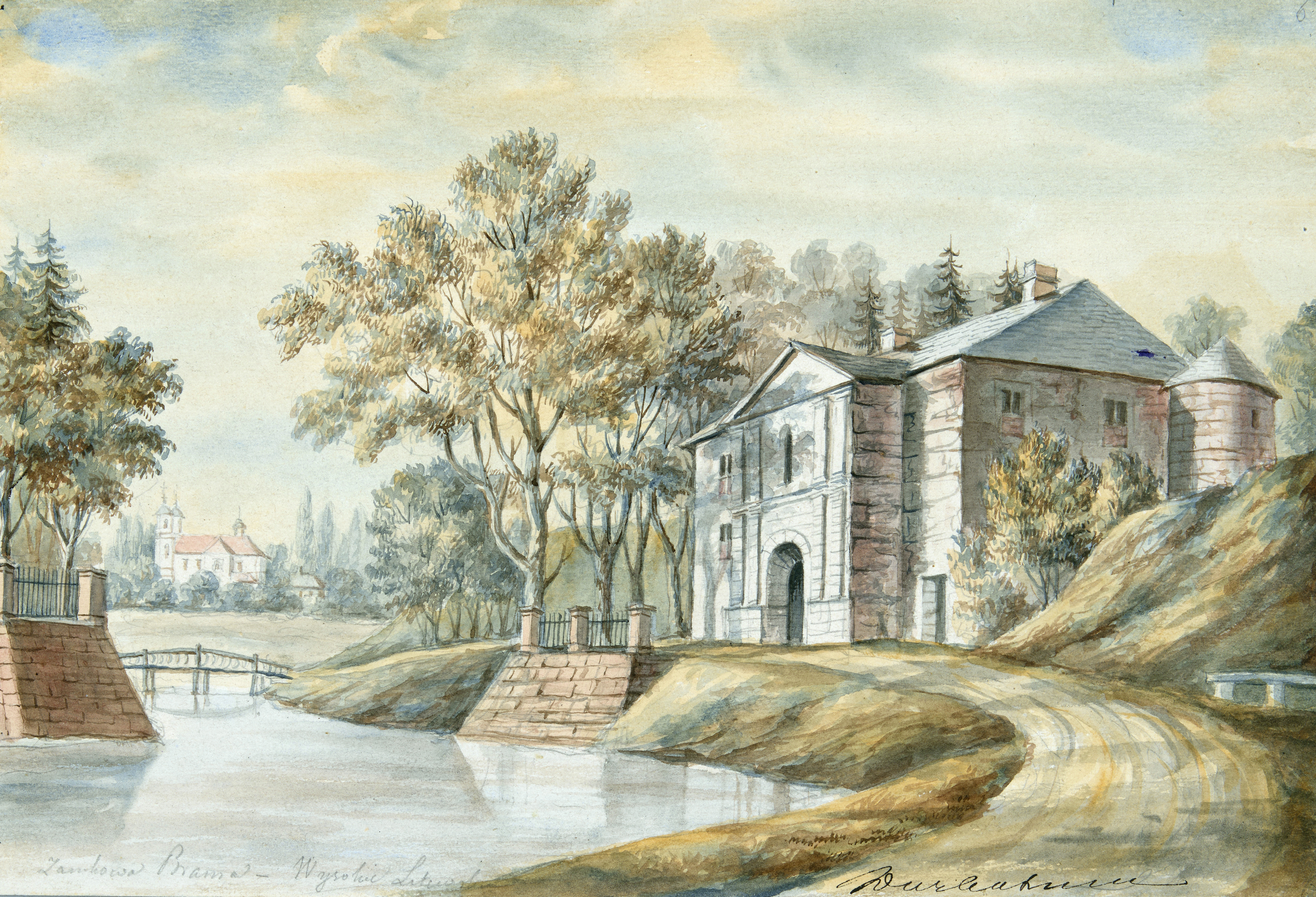
Hrad Sapiehů, Napoleon Orda, 2. pol. 19. století.
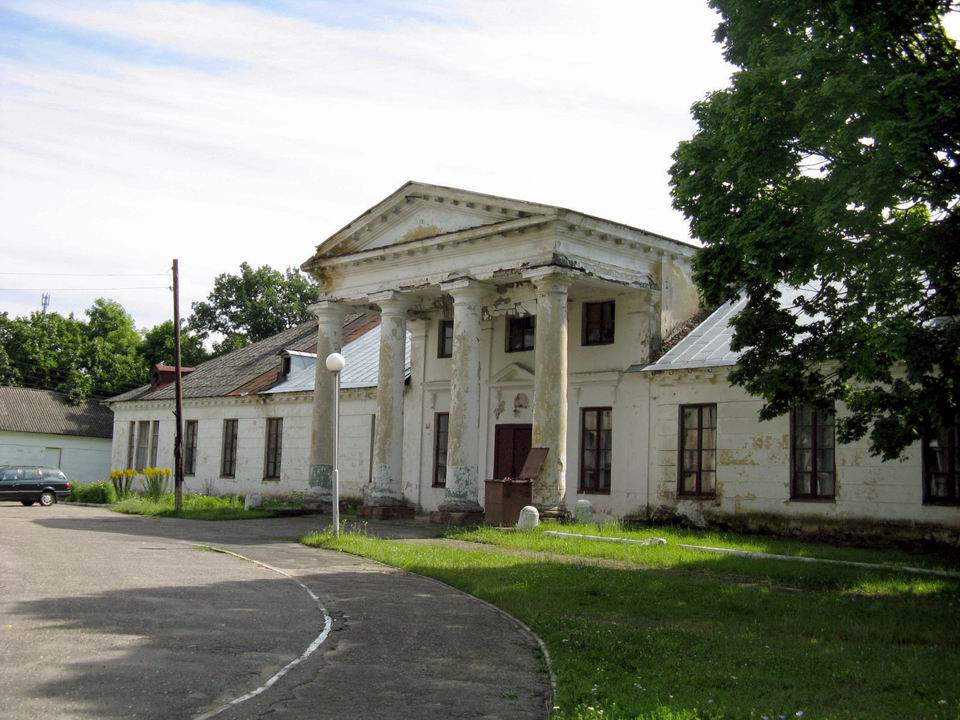
Palác Polockých
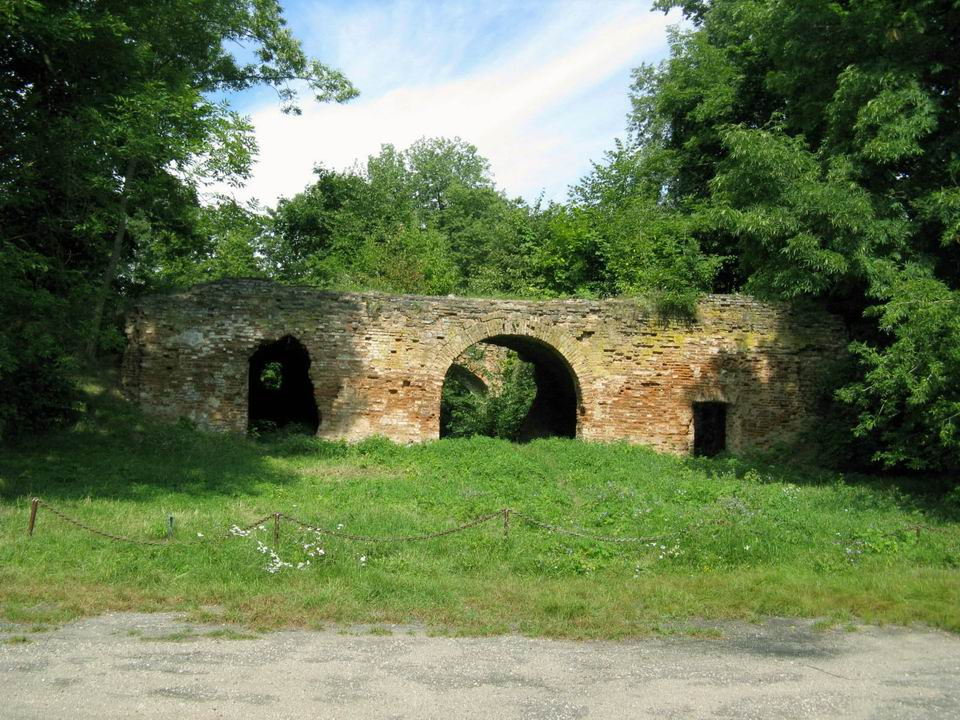
Hrad Sapiehů, jeho brána
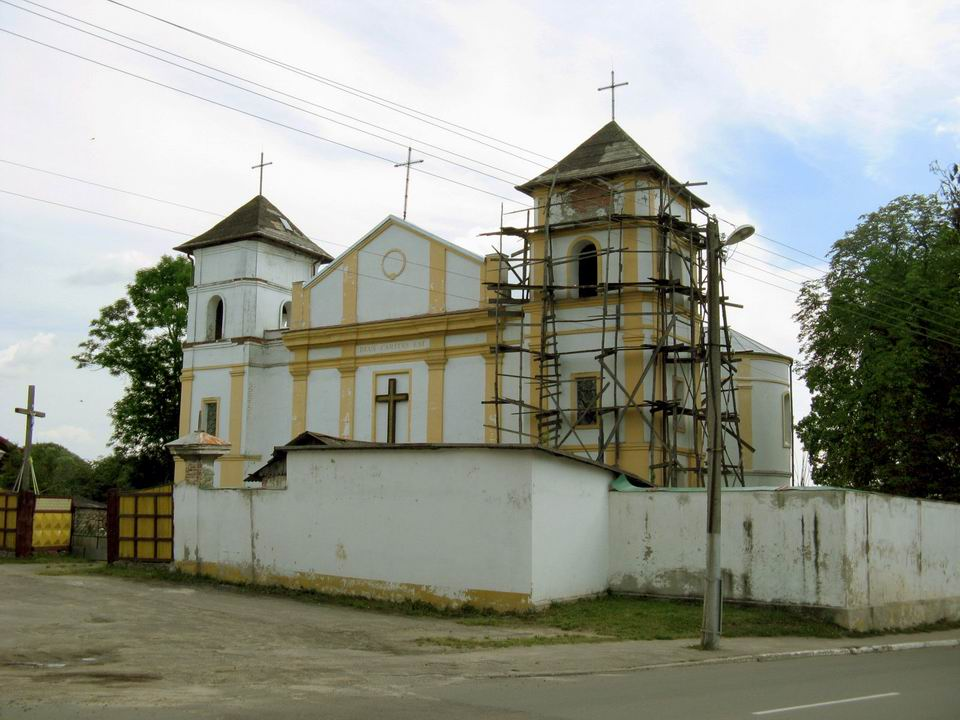
Kostel Nejsvětější Trojice
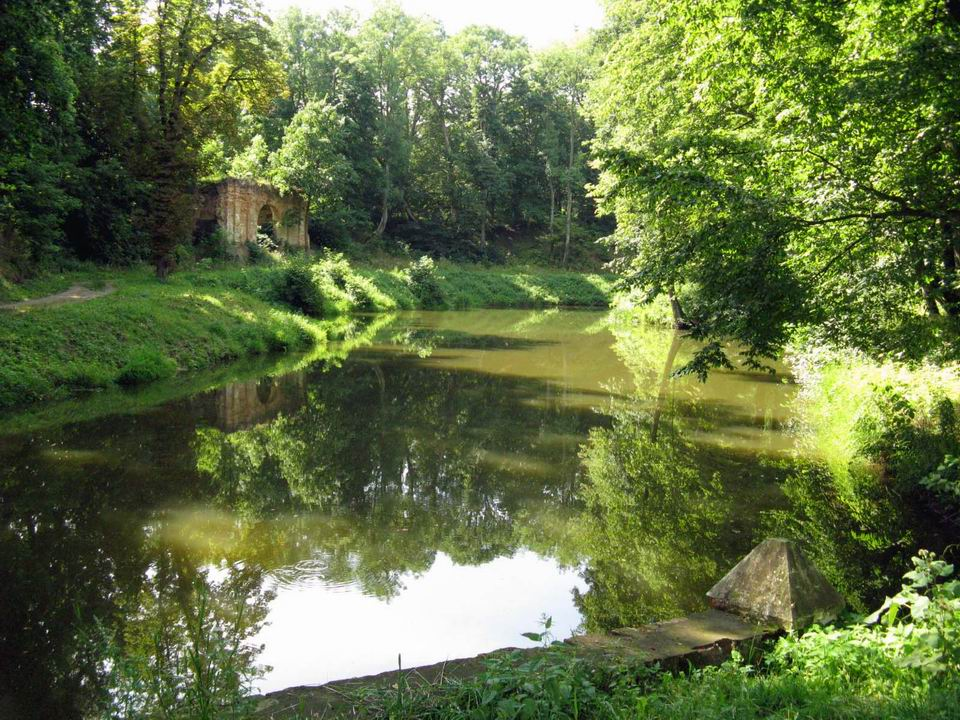
Zřícenina hradu Sapiehů
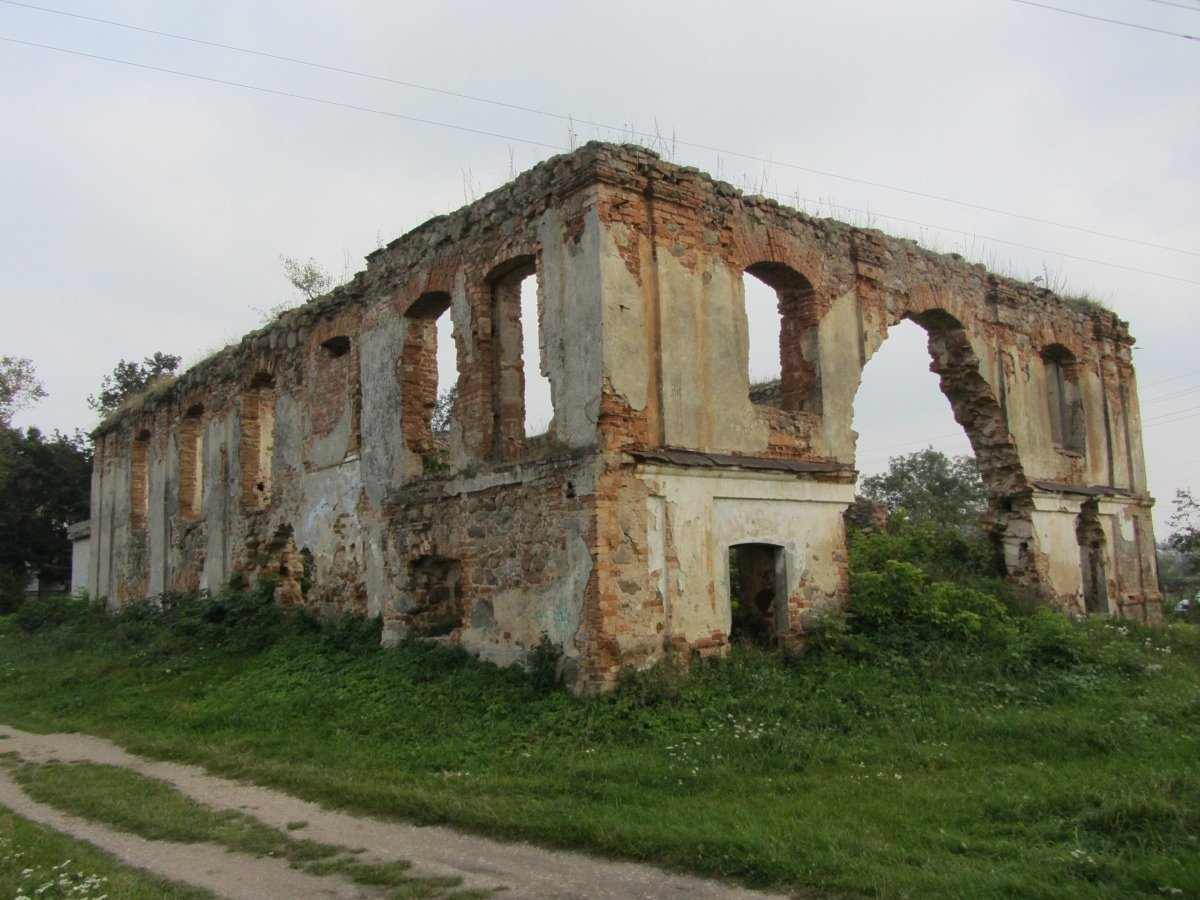
Ruiny synagogy

## Významní rodáci
- Aleksander Michał Sapieha (12. září 1730 Vysokaje — 28. květen 1793 Varšava): litevský státník a vojevůdce, litevský polní hejtman (1762—1775), polocký guvernér (1754—1775), člen stálé rady (1773—1775), velkolitevský kancléř od roku 1775, maršálek tribunálu velkovévodství litevského (1789), maršálek obchodní konfederace

- Trafim Nazaravič Ljašuk (1902 — 1962 Vysokaje, Brestský rajón): známý aktivista běloruské diaspory v Argentině

- Pavěl Kanstancinavič Lyžyn (24. března 1981 Vysokaje, Brestský rajón): běloruský vrhař koulí, účastník Letních olympijských her 2012